# エクアドルの国章
 エクアドルの国章（エクアドルのこくしょう スペイン語: Escudo de armas del Ecuador）は1845年に制定されたものを基に、1900年に現在の形に制定された。

## 紋章
楕円の背景にはチンボラソ火山が描かれ、山から発する川はグアヤス川を表している。それらはそれぞれ地域（シエラかコスタ）の美しさと富貴を象徴している。川に浮いている船もまたGuayas（グアヤス）と名付けられている。1841年にグアヤキルで建造され、南アメリカ西岸で最初に建造された耐波性のある蒸気船だった。マストの代わりに貿易と経済を表すケーリュケイオンがあるのが特徴である。頂点の白い帯に描かれている白羊宮（おひつじ座）、金牛宮（おうし座）、双児宮（ふたご座）、巨蟹宮（かに座）に囲まれた金色の太陽は1845年の自由党革命のあった3月から7月の間を象徴している
盾の頂上の翼を広げたコンドルはエクアドルの権力、偉大さ、力の象徴である。盾には四つのエクアドル国旗が垂れている。左部の月桂樹は栄光と共和国、その他に描かれているのは独立の英雄の栄光を象徴している。右部のヤシの葉は平和のシンボルである。下部のファスケスは共和国の尊厳を象徴している。

## 歴史

エクアドルの国旗

盾は1845年の自由党革命の後に導入されたが、そのに制定された白青白の国旗は、1860年にトリコロールに置き換えられた。国章の現在の形は国会にて1900年10月31日に採用された。

1820年の国章
1821年–1830年の国章
1830年–1835年の国章
1835年–1843年の国章
1843年–1845年の国章
1845年–1860年の国章

## 用法

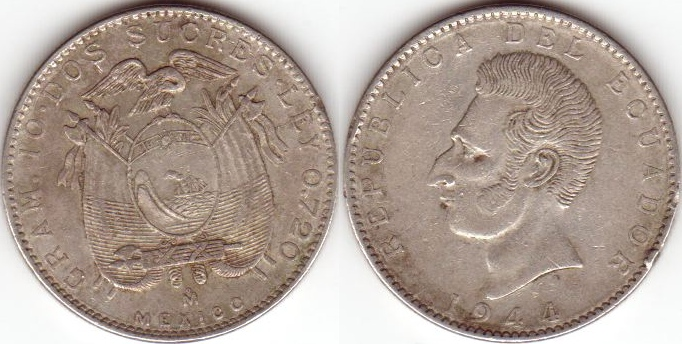
2スクレ銀貨、1944年

国章は大統領、国会、内閣、その他の権威と公的な機関によって使用される。国章は国旗の一部であり、エクアドル・スクレにおいては多くの硬貨や紙幣に用いられ、今日でもエクアドルで発行されているCentavos del dólarに用いられている。